# La voce della fogna
La voce della fogna fu un foglio satirico/ideologico di estrema destra, redatto dal dicembre 1974 fino alla primavera del 1983, negli ambienti della cosiddetta "ala sinistra" del Movimento Sociale Italiano ed in particolare della cosiddetta Nuova Destra.
La rivista, diretta da Marco Tarchi, fu improntata all'ironia critica nei confronti sia degli avversari politici antifascisti sia dell'establishment più conservatore del Movimento Sociale Italiano.
Uscirono in tutto trentuno numeri con cadenza quasi mensile.

## Origine
La voce della fogna. Giornale differente, così era denominata la testata, si trattava della rielaborazione, in termini originali, del foglio satirico dell'estrema destra francese Alternative, animato dal disegnatore Jack Marchal, inventore delle strisce a fumetti dai giovani topi, divenuti poi il simbolo della rivista stessa.
L'idea di una pubblicazione, nata dalle ceneri del ciclostilato La Terra degli Avi (1972-1973), prese corpo nel luglio 1974 quando alcuni militanti del MSI fiorentino "vicini a Pino Rauti", tra cui Marco Tarchi, futuro leader della Nuova Destra, e Susanna Tre Re, conobbero a Parigi alcuni esponenti della Nouvelle Droite francese come Alain de Benoist.
L'incontro venne organizzato dal disegnatore Jack Marchal, conosciuto dai militanti missini al campo scuola del Fronte della Gioventù di Montesilvano nel 1972. All'appuntamento estivo aveva partecipato anche una delegazione del movimento Ordre nouveau.
Il primo numero della rivista La voce della fogna uscì nel dicembre 1974, come supplemento alla rivista L'Alternativa.

## Contenuti
La voce della fogna  conteneva vignette e storie a fumetti, ma anche articoli satirici sulla società, sulla politica, sulla destra.
La rivista presentava al suo interno varie rubriche fisse: POP, la pagina di musica; CIAK, la rubrica di cinema; TORCHIO, la terza pagina letteraria; IN ASCOLTO, una rubrica anticonformista.

### Disegnatori
Tra i disegnatori e vignettisti che collaborarono alla rivista vi furono Alfio Krancic, Jack Marchal, Gilberto Oneto, Enrico Tomaselli, Fabrizio Zani.

## Ambizioni politiche
L'obiettivo della pubblicazione, secondo Marco Tarchi, «era quello di disporre di un veicolo moderno e dotato di linguaggio immediato con cui replicare, in tono ironico, agli intenti di delegittimazione degli avversari (lo slogan: Fascisti carogne tornate nelle fogne) e nel contempo proporre un'operazione di stile, cioè, lo svecchiamento della stanca immagine del neofascismo, la correzione di atteggiamenti inguaribilmente démodés. Il nostalgismo era l'unico nemico dichiarato».
Secondo altre fonti, «le ambizioni con cui La voce della fogna venne partorita, in una mansarda parigina arrostita dal sole del luglio 1974, e sfornata in una tipografia fiorentina cinque mesi dopo, non erano quelle di costruire una vera, organica alternativa al modo di stare a destra dettato dalla presenza egemone del MSI, a cui tutti gli animatori originari del foglio appartenevano».
Scrive Tarchi al riguardo: «La limitatezza dei contenuti dei primi numeri ne è del resto una prova evidente. C'era in origine, semplicemente il desiderio di dare un segnale per linee interne al piccolo mondo della destra giovanile italiana, dimostrando da un lato che l'immagine perbenista e conservatrice della “destra nazionale” di Almirante aveva fatto il suo tempo e dall'altro che all'assedio delle forze dell'arco costituzionale si poteva uscire meglio con l'ironia che con l'autocompatimento, che costituiva, il piatto forte della politica missina».
La ambizioni politiche finirono quando nel gennaio 1981 venne espulso dal partito lo stesso Tarchi per un articolo satirico e canzonatorio dei vertici del MSI.

## La chiusura
La rivista cessò le pubblicazioni nel 1983, senza che intervenissero ragioni di forza maggiore. Dalle 4 500 copie di tiratura, immediatamente esaurite, del 1977, era via via scesa ai duemila esemplari degli inizi.
Dall'esperienza de La voce della fogna erano nate molte altre iniziative fra cui il supplemento Diorama Letterario, poi divenuta rivista autonoma.